# 凤头马岛鹃

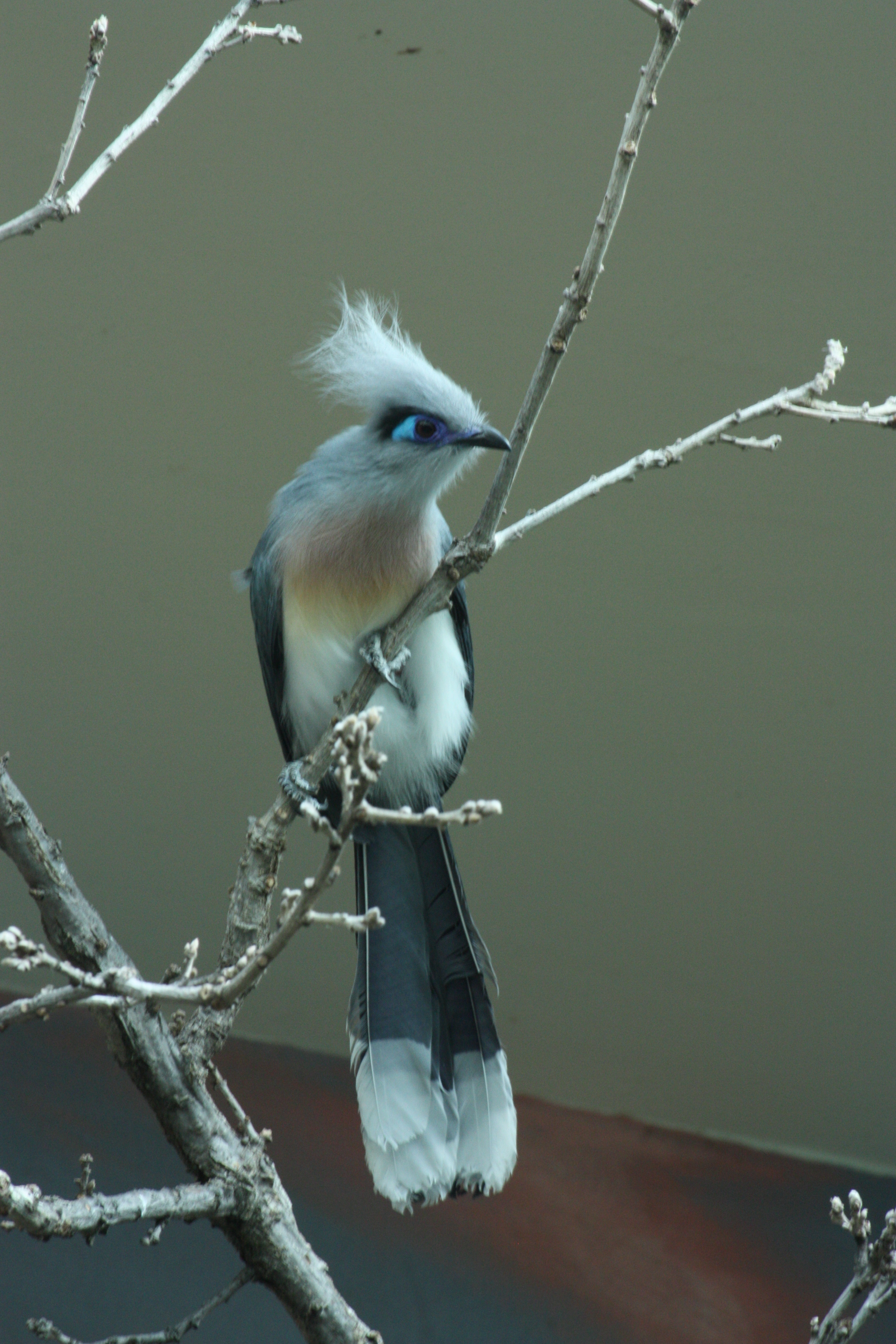

凤头马岛鹃（學名：Coua cristata），与科奎氏马岛鹃、红顶马岛鹃都属杜鵑科岛鹃屬，中等身型，身长大约44厘米，头冠绿灰色，蓝裸色眼睛，胸脯红褐色，嘴巴和腿部为黑色，腹部白色，紫蓝色尾翼，尾翼末端呈白色，长而尖，栖在枝头时常上下翘动。
凤头马岛鹃是马达加斯加特有的鸟类，主要生活在马达加斯加從海平面至海拔900公尺的森林、草原和丛林裡，喜欢干性环境，习惯上栖息在5米以上的高处，但有时也会在1-5米的高处活动，梳理羽毛、晒太阳、鸣叫。凤头马岛鹃主要以各种昆虫、水果、浆果、种子、蜗牛和蜥蜴为食。雌性凤头马岛鹃通常一次产下两个白色的蛋，鸟巢用细细的树枝做成。凤头马岛鹃在其整个栖息地范围为普遍常见的物种，在世界自然保护联盟濒危物种红色名录上被评为極少关注物种。